# Antonio Dal Sasso
Antonio Dal Sasso (Asiago, 1907 – 1962) è stato un politico italiano.
Di professione insegnante e autore di saggi di carattere filosofico, militò politicamente nella Democrazia Cristiana, e fu eletto sindaco di Vicenza nel 1958, in sostituzione di Giuseppe Zampieri. Eletto sindaco per un secondo mandato nel 1960, morì ancora in carica il 20 ottobre 1962.